# Scarbrough
Scarbrough ist ein englischer Familienname. 
- Ellen Mills Scarbrough (1900–1983), liberianische Politikerin und Pädagogin